# Земська лікарня (Ромни)

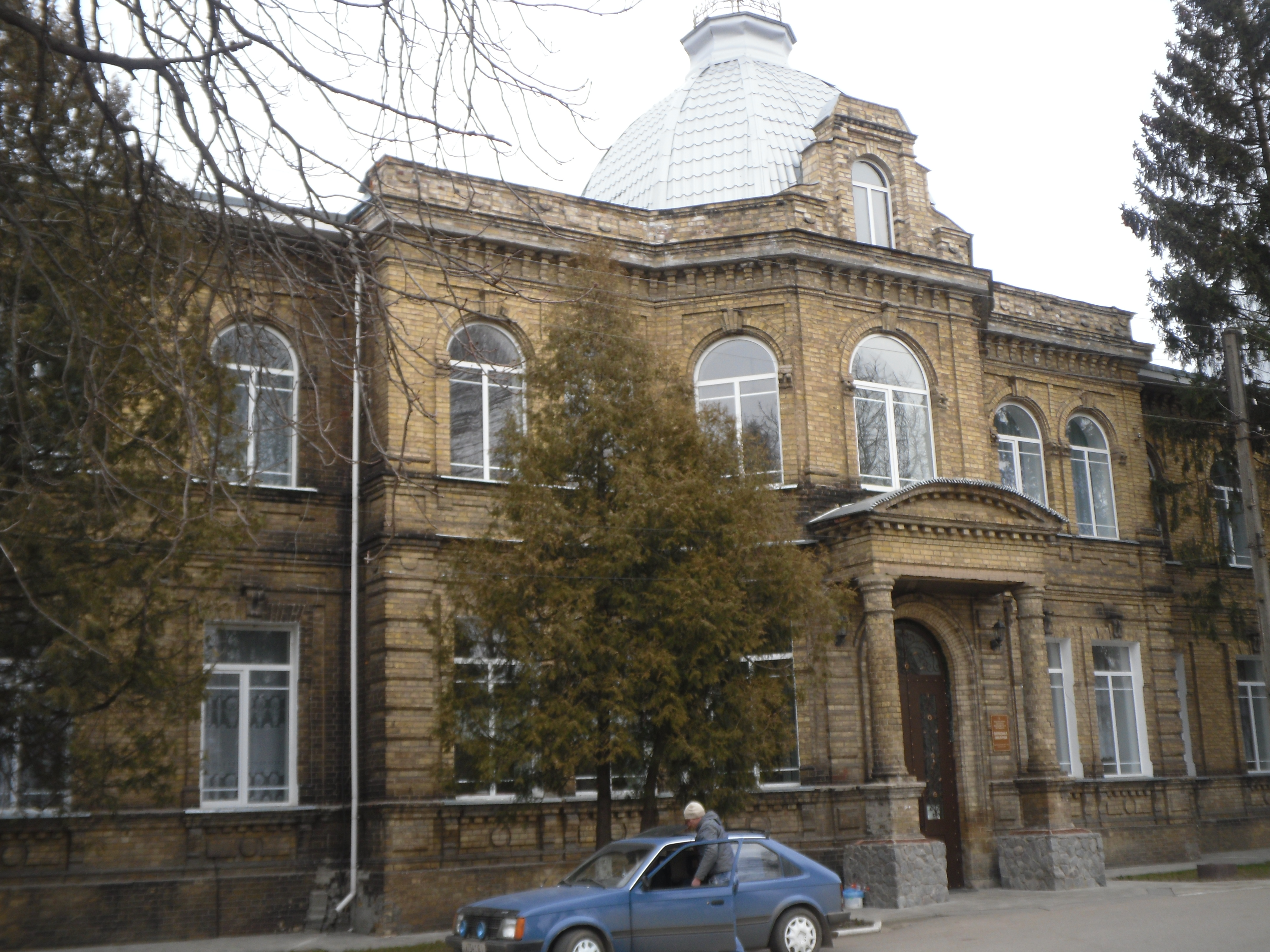
Земська лікарня в місті Ромни Сумської області (Архітектор — Костянтин Сроковський)

Земська лікарня (Ромни) — пам'ятка початку 20 століття, зведена за проектом інженера Костянтина Йосиповича Сроковського в 1905—1907 рр. по Московському бульвару, 24 в місті Ромни Сумської області.

## Історичний опис
У 1902 році в Ромнах було відкрито філантропічну лікарню. Це була Роменська єврейська безкоштовна лікарня, яка існувала на кошти єврейської общини. У цьому ж році земська управа підшукала архітектора, якому було доручено підготувати проект і кошторис. Окреме приміщення на 70 ліжок за адресою Московський бульвар, 24 розпочало прийом пацієнтів у 1907 році. Автором є інженер Сроковський. Будівництво було виконане в рекордні терміни — два роки: з 1905 до 1907 рр.

## Архітектурний опис
Двоповерхова цегляна споруда має цікаву архітектуру. Головний симетричний фасад протягується на п'ятдесят метрів. Він розділений ризалітами, симетричними до центральної осі. Центральний ризаліт підсилюється двома колонами круглої форми, які підтримують навіс, викладений із цегли. Над арочними вхідними дверима трапецієподібний виступ. Неширокий карниз має знизу зубчики. Обабіч дверей розміщені ліхтарики. Вікна першого і другого поверхів відрізняються: на першому поверсі — прямокутні, з клинковими перемичками. На другому поверсі вікна арочні з архівольтами. По — різному оформлені і простінки між вікнами першого і другого поверху. Цегляні фігурні виступи і заглибини асиметрично чергуються. Це додає враження цілісної гармонії і виключає монотонність. Чергуються також прямокутні і овальні кути будівлі. Вишуканості додає колончатий фриз, який є окрасою і водночас слугує підтримкою для даху. Бокові стіни оформлені сухариками. Задній фасад стриманіший, Вікна однаково прямокутної форми, але простір над ними має різний вигляд. Будівля і наразі вражає своїм виглядом. Ряди білих беріз — чудове обрамлення для архітектурної споруди. Особливо ефектні три куполи параболічної форми з металевим чешуйчатим покриттям. Кожен купол має люкарну (слухове вікно). Декоративне оздоблення будівлі виконане із червоної фасонної цегли.